# Карло Дольчі
Карло Дольчі (італ. Carlo (or Carlino) Dolci; 25 травня 1616, Флоренція — 17 січня 1686, Флоренція) — італійський художник доби бароко, мешканець Флоренції. Представник стилю академізм. Малював релігійні картини, фрески, натюрморти, портрети.

## Біографія коротко

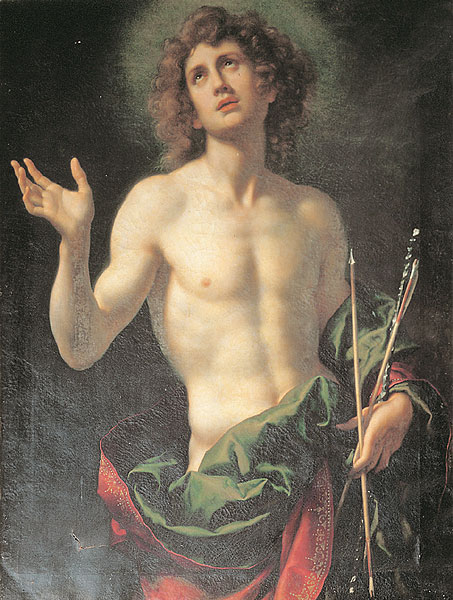
Св. Себастьян. Галерея Корсіні, Флоренція.

Народився у Флоренції і майже все життя жив там. Бід майбутнього художника з боку матері теж був художником. Хлопця рано віддали на навчання до живописця Якопо Віньялі.
Він не належав до енергійних і швидких людей, працював повільно і довго. Тим не менше його твори користувались попитом. Сучасникам був відомим як особа релігійна й побожна. Відома лише одна його подорож у Тіроль. Мав дочку, Агнесу Дольчі, що добре копіювала твори батька.

## Загальна характеристика творів
Дослідники визнають добру мистецьку школу, що пройшов живописець. Це особливо помітно в натюрмортах, які іноді малював художник або включав в свої релігійні образи. В цілому його художня манера не виходила за межі знахідок Болонської школи з незначним впливом манери провінційних послідовників Караваджо і італійського маньєризму.
Віртуозна техніка живописця не породила значних, героїчних персонажів навіть в сценах мучеництва апостолів. Усі персонажі його релігійних картин тихі, тендітні, занадто ідеальні, граціозні, що робило їх солодкавими і малореальними. Винятків мало (Святий Себастьян, Галерея Корсіні).

## Карло Дольчі і Україна.
Релігійні картини Карло Дольчі розійшлись світом. Колись образ пензля Дольчі належав місту Ізяславу, нині Хмельницька об. Церква Святого Івана Хрестителя, якій належав Образ, зруйнована за радянської влади в Україні й перебуває в аварійному стані. Ще одна чудотворна ікона Матері Божої Клеванської пензля майстра прикрашала вівтар у Благовіщенському храмі у Клевані ще у першій третині XX століття.
Одна з відомих картин Дольчі «Марія Магдалина» зберігається у Львівській картинній галереї ім. Б. Возницького.
Нині найцікавішими в його творчому надбанні вважають портрети і малюнки художника.

## Релігійні картини

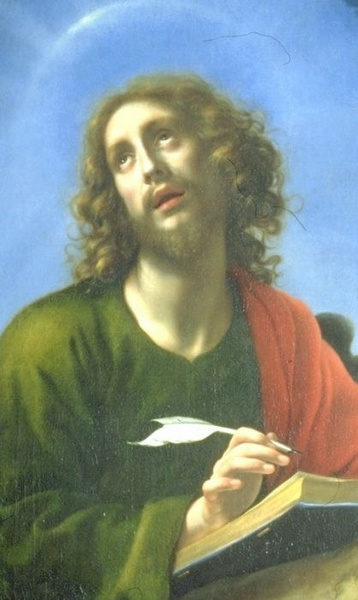
Євангеліст Іван, 1640 р.Берлін
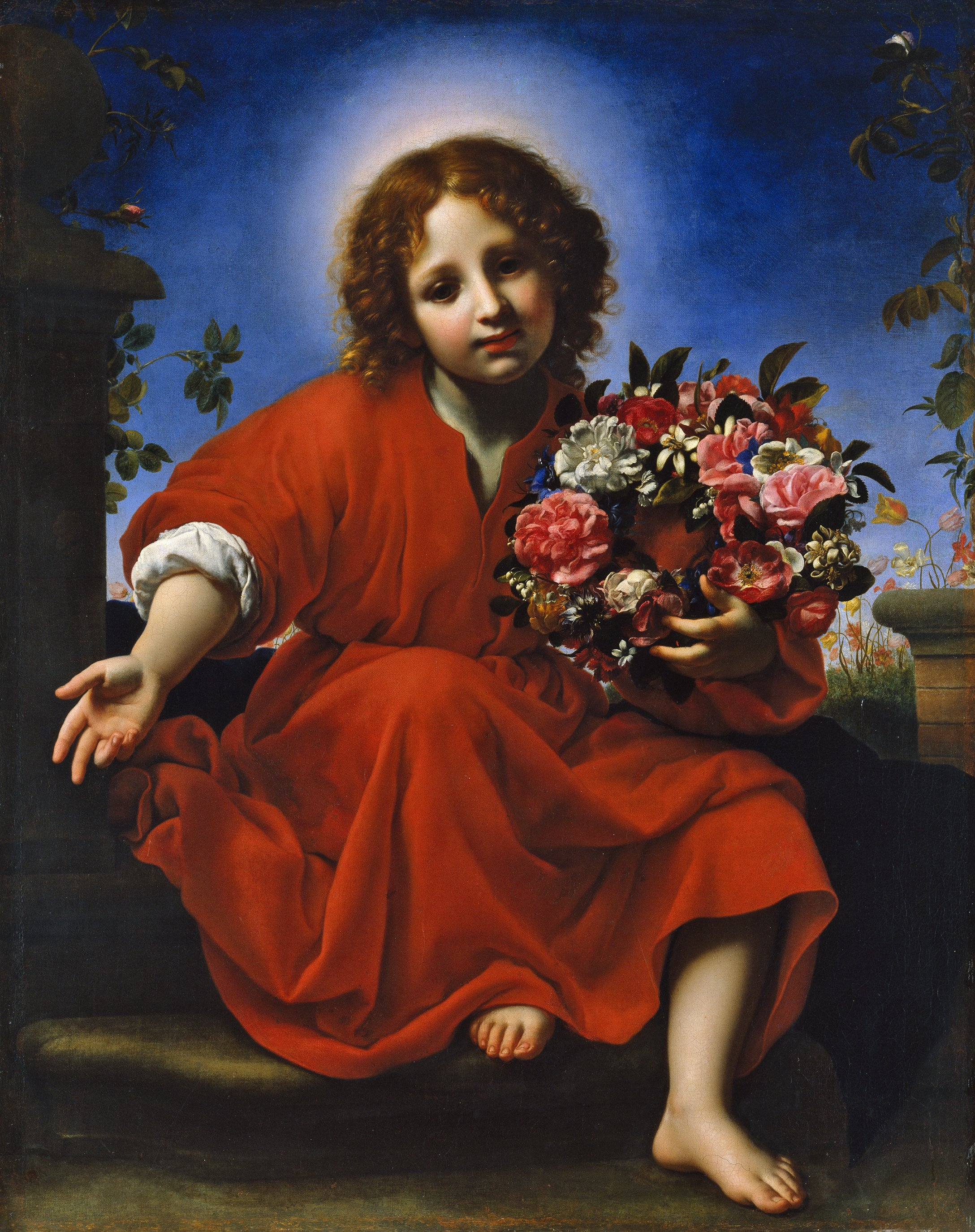
Христос з квітами, 1663 р,  Мадрид, музей Тіссен-Борнемісса.
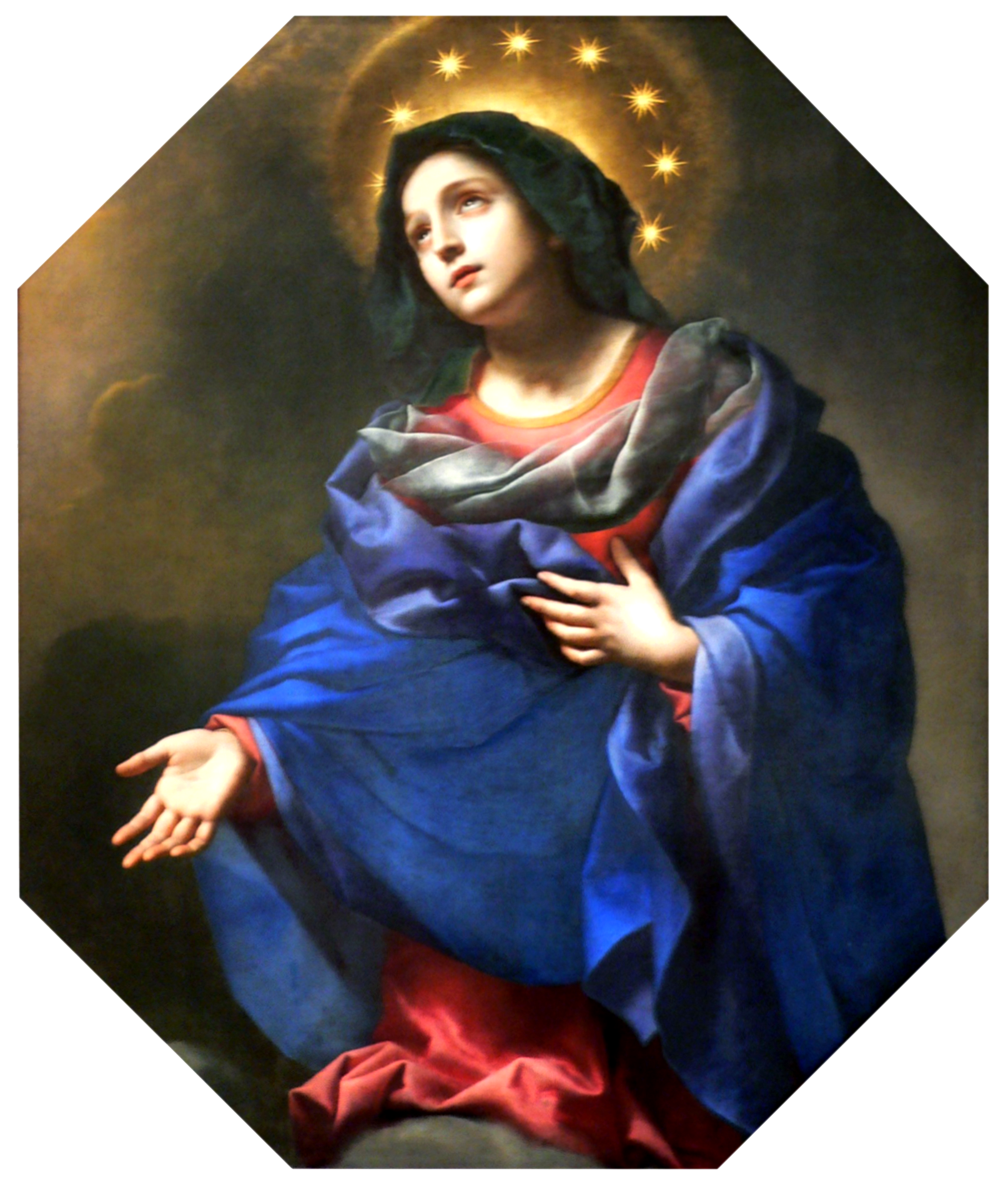
Мадонна, 1670 р.
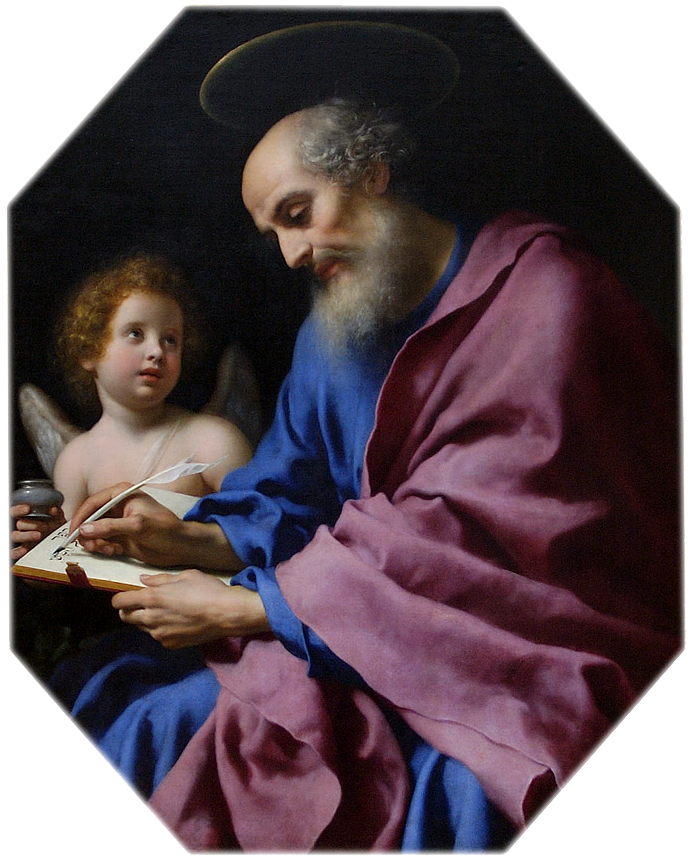
Євангеліст Матвій, Музей Пола Гетті, США

## Натюрморти

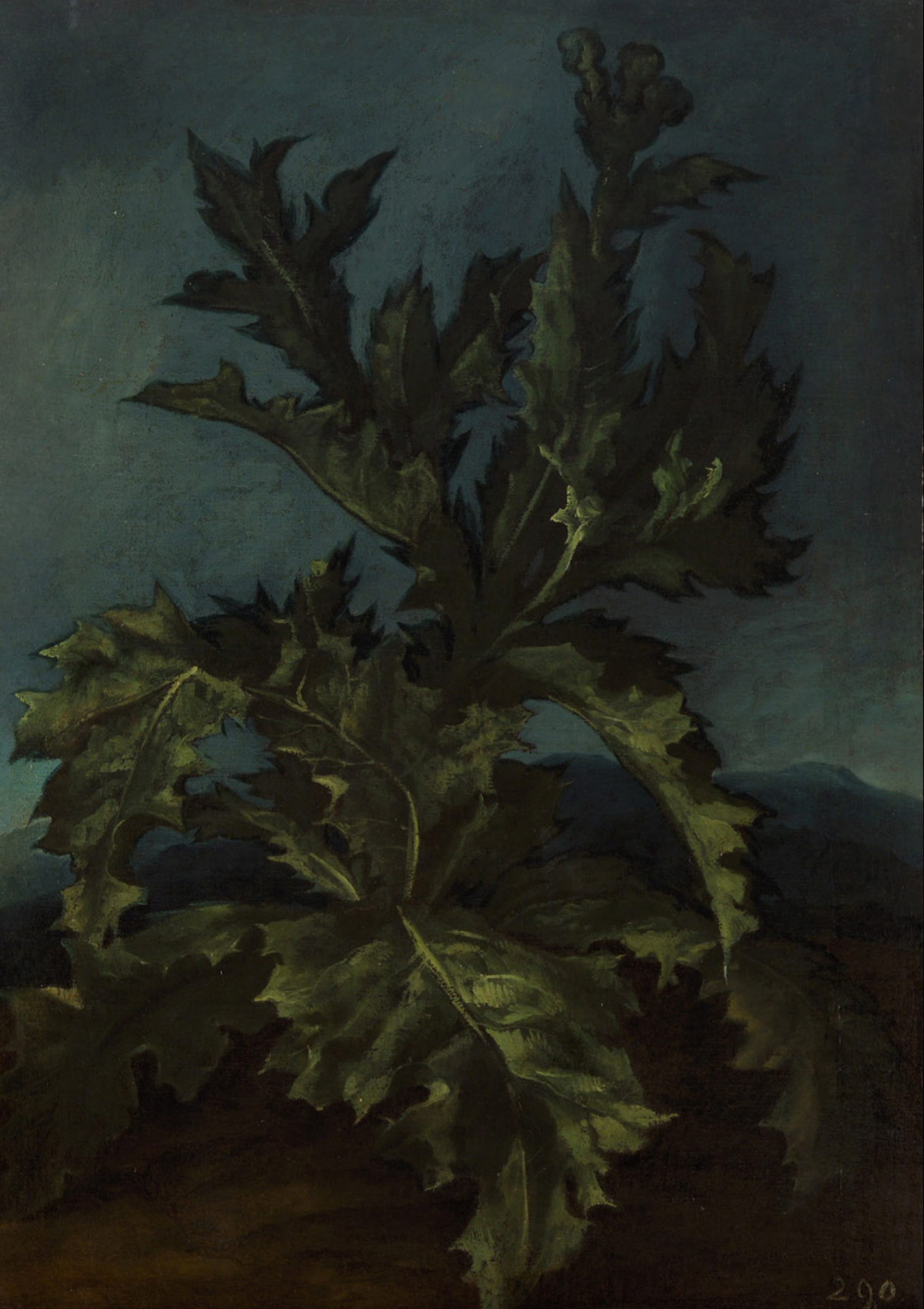
Ескіз рослини, Відень
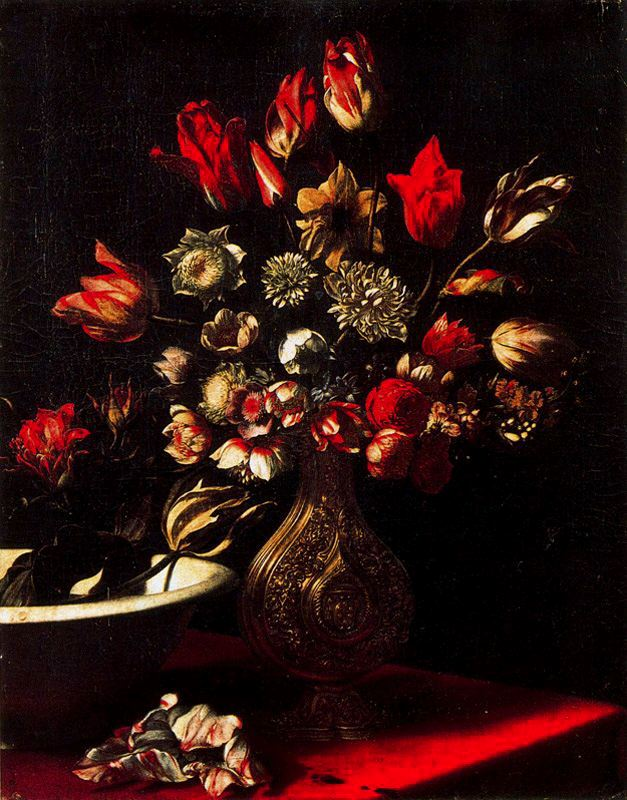
Квіти, 1662 р. галерея Уффіці, Флоренція.

## Малюнки художника

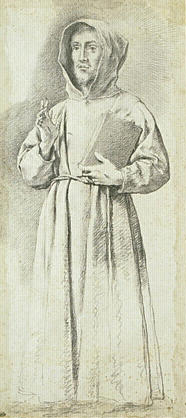
Чернець, бл. 1648 р. Лувр, Париж.
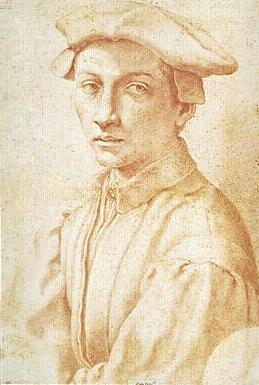
Чоловічий портрет, 1645 р. Лувр, Париж.
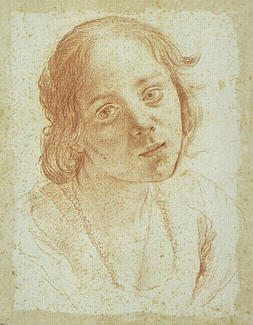
Тереза Бучереллі, 1675 р. Лувр, Париж.

## Портрети

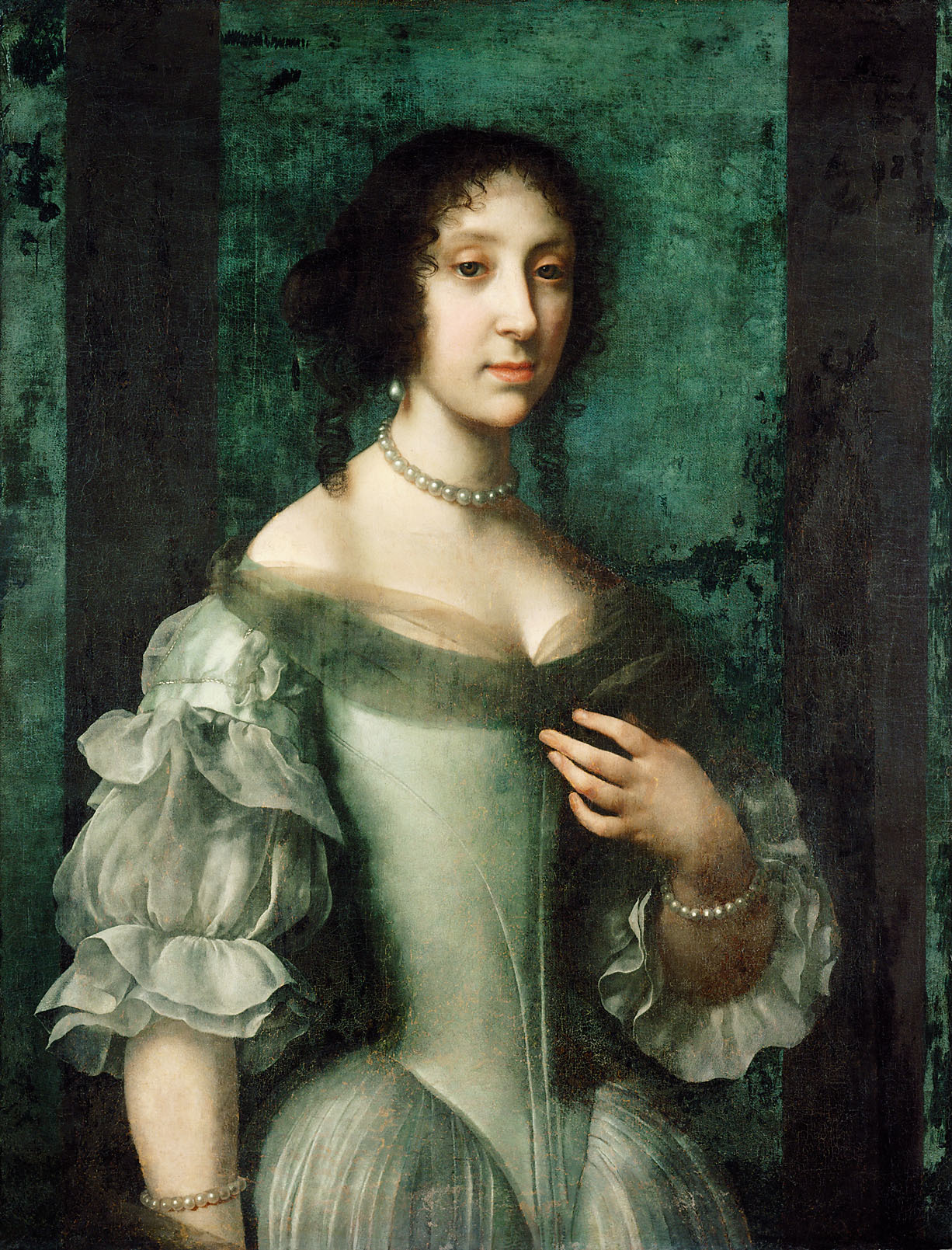
Ерцгерцогиня Клаудіа Феліцитас, дочка Фердінанда Габсбурга.Відень.
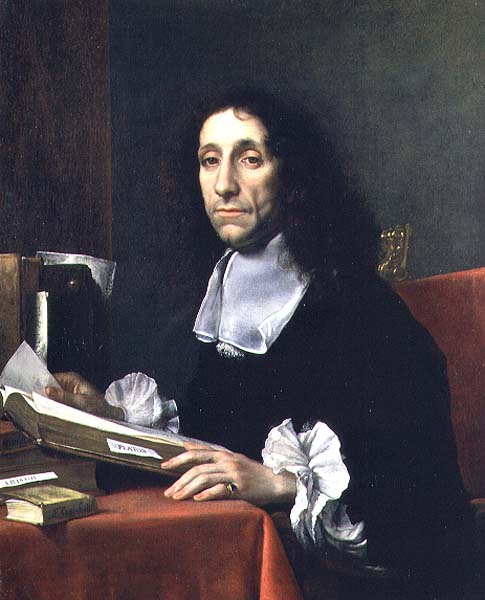
Сер томас Бейнес,1670 р. Музей Фіцвільяма, Кембридж.
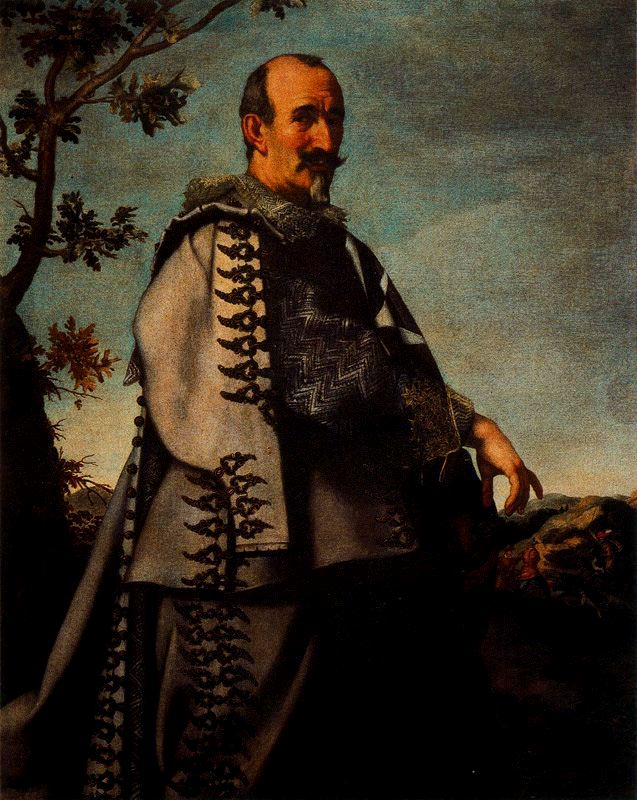
Арнольфо де Барді,1632 р., галерея Уффіці.
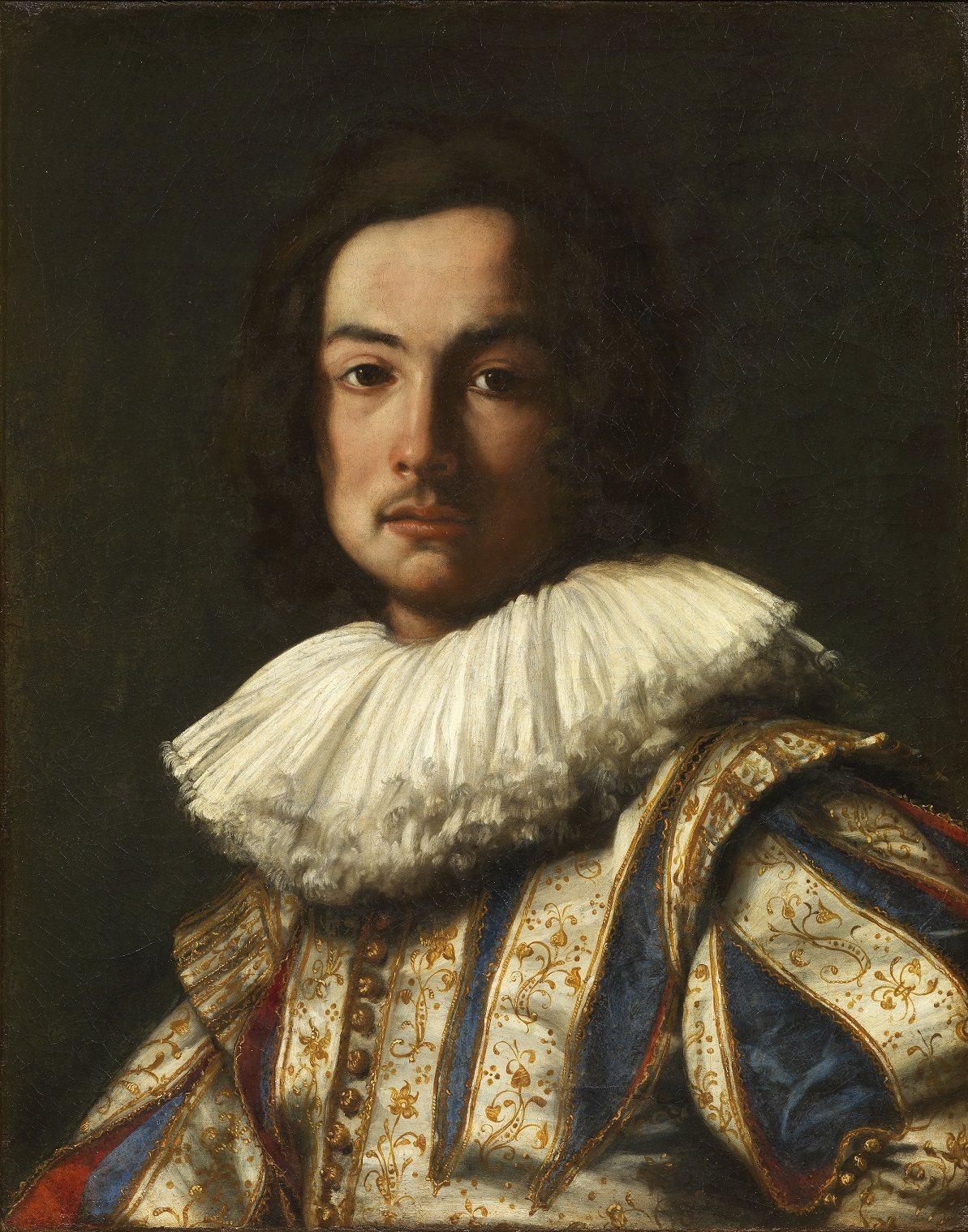
Портрет художника Стефано делла Велла, 1631 р. Палаццо Пітті.